# Kenderlyka consobrina
Kenderlyka consobrina is een keversoort uit de familie Obrieniidae. De wetenschappelijke naam van de soort is voor het eerst geldig gepubliceerd in 1993 door Zherikhin & Gratshev.